# Andreas Katsulas
Andreas Katsulas, född Andrew Katsulas 18 maj 1946 i Saint Louis, Missouri, död 13 februari 2006 i Los Angeles, Kalifornien, var en amerikansk skådespelare.

## Rollista i urval
- 1981 – Ragtime
- 1987 – I skuggan av ett brott
- 1988 – McCall (TV-serie) (1 avsnitt)
- 1989 – Communion
- 1989–1994 – Star Trek: The Next Generation (TV-serie) (4 avsnitt)
- 1990 – Rättvisans män (TV-serie) (1 avsnitt)
- 1992 – Panik på hotellet
- 1993 – Hot Shots! 2
- 1993 – Jagad
- 1994–1998 – Babylon 5 (TV-serie) (109 avsnitt)
- 1999 – Millennium (TV-serie) (1 avsnitt)
- 2003 – Star Trek: Enterprise (TV-serie) (1 avsnitt)